# ساهاسیندرو
ساهاسیندرو (انگلیسی: Sahasindro) یک منطقهٔ مسکونی در ماداگاسکار است که در ماروآنت‌سترا واقع شده‌است.